# أحمد سيار
أحمد بدر سيار (مواليد 6 أكتوبر 1993) لاعب كرة قدم قطري من أصول بحرينية يجيد اللعب في خط الوسط مع نادي السد في دوري نجوم قطر .
لم يشارك مع نادي الغرافة كثيراً وإنتقل إلى نادي السد مطلع عام 2017 .

## روابط خارجية
- أحمد بدر سيار على موقع قاعدة بيانات كرة القدم.إي يو (الإنجليزية)
- أحمد بدر سيار على موقع Soccerway.com (الإنجليزية)